# Награда за сликарство Џона Мурса
Награда за сликарство Џона Мурса је бијенална награда за најбољу савремену слику, а пријава је отворена за јавност. Награда је названа по Џону Муресу, филантропу који је основао награду 1957. Победнички рад и радови који уђу у ужи избор се излажу у Уметничкој галерији Вокер у оквиру Бијенала савремене уметности у Ливерпулу.

## Добитници
- 1957. Џек Смит — „Стварање и распеће”[3]
- 1959. Патрик Херон — „Црна слика – црвена, смеђа и маслинаста: јул 1959”[4]
- 1961. Хенри Манди — „Кластер”[5]
- 1963. Роџер Хилтон — „Март 1963.”[6]
- 1965. Мајкл Тајзак — Alesso B[7]
- 1967. Дејвид Хокни — „Питер излази из Никовог базена”[8]
- 1969. Ричард Хамилтон и Мери Мартин — „Тостер” и „Крст” (респективно)[9][10]
- 1972. Јуан Аглоу — „Акт, 12 вертикалних позиција од ока”[11]
- 1974. Мајлс Марфи — „Слика са жутим првим планом”[12]
- 1976. Џон Вокер — „Џагернаут са перјем – за Пабла Неруда”[13]
- 1978. Ноел Форстер — „Слика у шест фаза са свиленим троуглом”[14]
- 1980. Мајкл Мун — „Кутија соба”[15]
- 1982. Џон Хојланд — „Broken Bride 13.6.82”[16][17]
- 1985. Брус Маклин — Оријентални врт Кјото”[18]
- 1987. Тим Хед — „Мутације крава”[19]
- 1989. Лиса Милрој — Handles[20]
- 1991. Анджеј Јаковски — „Пчеларов син”[21]
- 1993. Питер Дојг — Blotter[22]
- 1995. Дејвид Липман — „Двоструко знање”[23]
- 1997. Ден Хејз — „Хармонија у зеленом”[24]
- 1999. Мајкл Радекер — Mirage[25]
- 2002. Питер Дејвис — „Super Star Fucker – слика текста Ендија Ворхола”[26]
- 2004. Алексис Хардинг — „Slump/Fear (наранџасто/црно)”[27]
- 2006. Мартин Гринленд — „Пре Вермерових облака”[28][29]
- 2008. Питер Макдоналд — „Фонтана”[30]
- 2010. Кит Ковентри — Spectrum Jesus[31]
- 2012. Сара Пикстон — Stevie Smith and the Willow[32]
- 2014. Роуз Вајли — PV Windows and Floorboards[33]
- 2016. Мајкл Симпсон — Squint (19)[34]
- 2018. Џеки Халум — „Краљ и краљица штапова”[35]
- 2021. Кетрин Мејпл —The Common[36]